# صبیحه گوکچن
صبیحَه گوکچَن (به ترکی استانبولی: Sabiha Gökçen؛ ۲۲ مارس ۱۹۱۳ در بورسا – ۲۲ مارس ۲۰۰۱ در آنکارا) خلبان زن اهل ترکیه و دخترخوانده آتاتُرک بود. بنابر اطلاعات دانشگاه هوایی (وابسته به نیروی هوایی ایالات متحده)، صبیحه گوکچن در سن ۲۳ سالگی اولین خلبان زن هواپیماهای جنگنده در سرتاسر جهان است. او یکی از هشت کودکی بود که مصطفی کمال آتاترک آن‌ها را به فرزندخواندگی پذیرفته بود. فرودگاه بین‌المللی صبیحه گوکچن در استانبول به یاد او نامگذاری شده‌است.

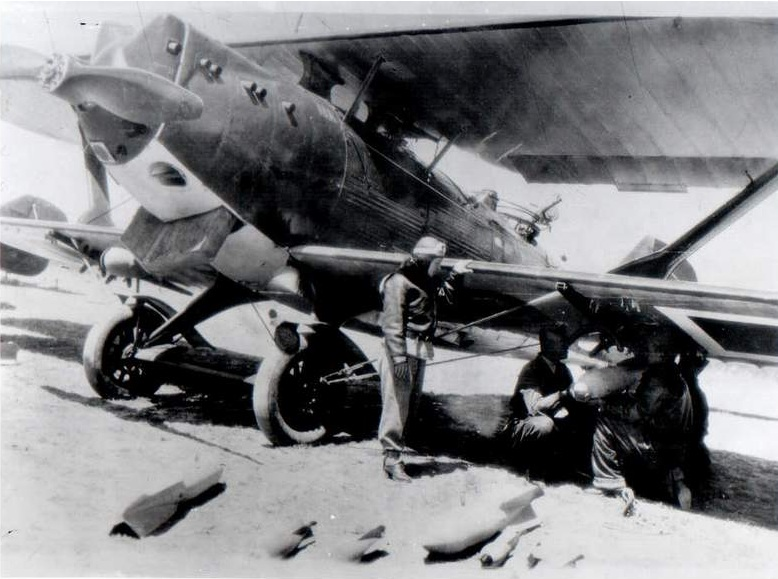
صبیحه در حال نظارت بر آماده‌سازی هواپیما

## اصلیت صبیحه
در تاریخ ششم ژانویه سال ۲۰۰۴ مقاله‌ای در «هفته‌نامه آگوس» چاپ استانبول به قلم هرانت دینک، تحت عنوان «معمای صبیحه گوگچن دختر خوانده کمال آتاتورک» به چاپ رسید. این مقاله گزیده‌ای از کتاب «کوه و سرنوشت» نوشته سیمون سیمونیان را شامل می‌شد که در سال ۱۹۷۲ در بیروت به چاپ رسیده بود. نویسنده در این کتاب برای اولین بار از صبیحه گوکچن دختر خوانده مصطفی کمال آتاترک صحبت کرده و فاش ساخته بود که صبیحه گوکچن یک دختر یتیم ارمنی و از بازماندگان نسل‌کشی ارمنی‌ها در سال ۱۹۱۵ بوده و نام واقعی او «خاتون سیبلیجیان» است.
به‌دنبال افشاگری هراند دینک از این ماجرا خانمی با نام «هریپسیمه سیبلیجیان» به دفتر روزنامه «آگوس» در استانبول رفته و مدعی می‌شود که صبیحه گوکچن خاله وی می‌باشد. هراند دینک با او به گفتگو می‌نشیند و هریپسیمه سیبلیجیان می‌گوید:
مادرم «تیروهی» نام داشت من از مادرم شنیده‌ام که در زمان نسل‌کشی ارمنیان در بورسا پدر بزرگم «نرسس» و مادر بزرگم «مریم» کشته می‌شوند و مادرم به همراه خواهرش خاتون (صبیحه) و برادرش توسط یکی از همسایگان که اصلیتی یونانی داشت، به یتیم خانه بورسا سپرده می‌شوند. خواهرم خاتون خیلی کوچک و سه سال بیشتر نداشت و اکثراً گوشه‌گیر بود، چون هنوز نمی‌توانست کشته شدن مادر و پدرمان را قبول و درد یتیم بودن را تحمل کند. مادرم تعریف کرده، روزی کمال آتاتورک برای بازدید از بورسا به شهر آمده بود که در بازدید از یتیم خانه و دیدن غم و اندوه خواهرم خاتون که آن زمان ۱۲ سال داشت، تصمیم گرفت او را به فرزند خواندگی قبول کند. چند روز بعد آمدند و خواهرم را که گریه می‌کرد و نمی‌دانست برای چه از ما جدا می‌کنند، بردند و دیگر هیچ‌وقت نتوانستم او را ببینم. مادرم چند سال بعد که بزرگتر شده بود، با دیدن اوضاع نابسامان ارمنیان در ترکیه از یتیم خانه فرار و به همراه تعداد زیادی از ارمنیان به سوریه مهاجرت و پس از آن نیز در سال ۱۹۴۶. در زمان مهاجرت ارمنیان به اتحاد جماهیر شوروی به ارمنستان می‌رود. تا آنجایی که بیاد دارم، مادرم تا آخر عمر بارها سعی نمود که با خواهر معروفش صبیحه گوکچن در ترکیه ارتباط برقرار نماید، اما اوضاع سیاسی و امنیتی اتحاد جماهیر شوروی و همچنین معروفیت صبیحه مانع از برقراری این ارتباط گردید.